# 인도네시아 에어아시아 8501편 추락 사고
인도네시아 에어아시아 8501편 추락 사고(영어: Indonesia AirAsia Flight 8501)은 2014년 12월 28일 인도네시아 에어아시아의 에어버스 A320-216 기체 가 인도네시아 수라바야에서 싱가포르로 가던 중 추락한 사건이다. 이 기체에는 승무원 7명과 탑승객 155명 등 총 162명이 타고 있었다.

## 추락

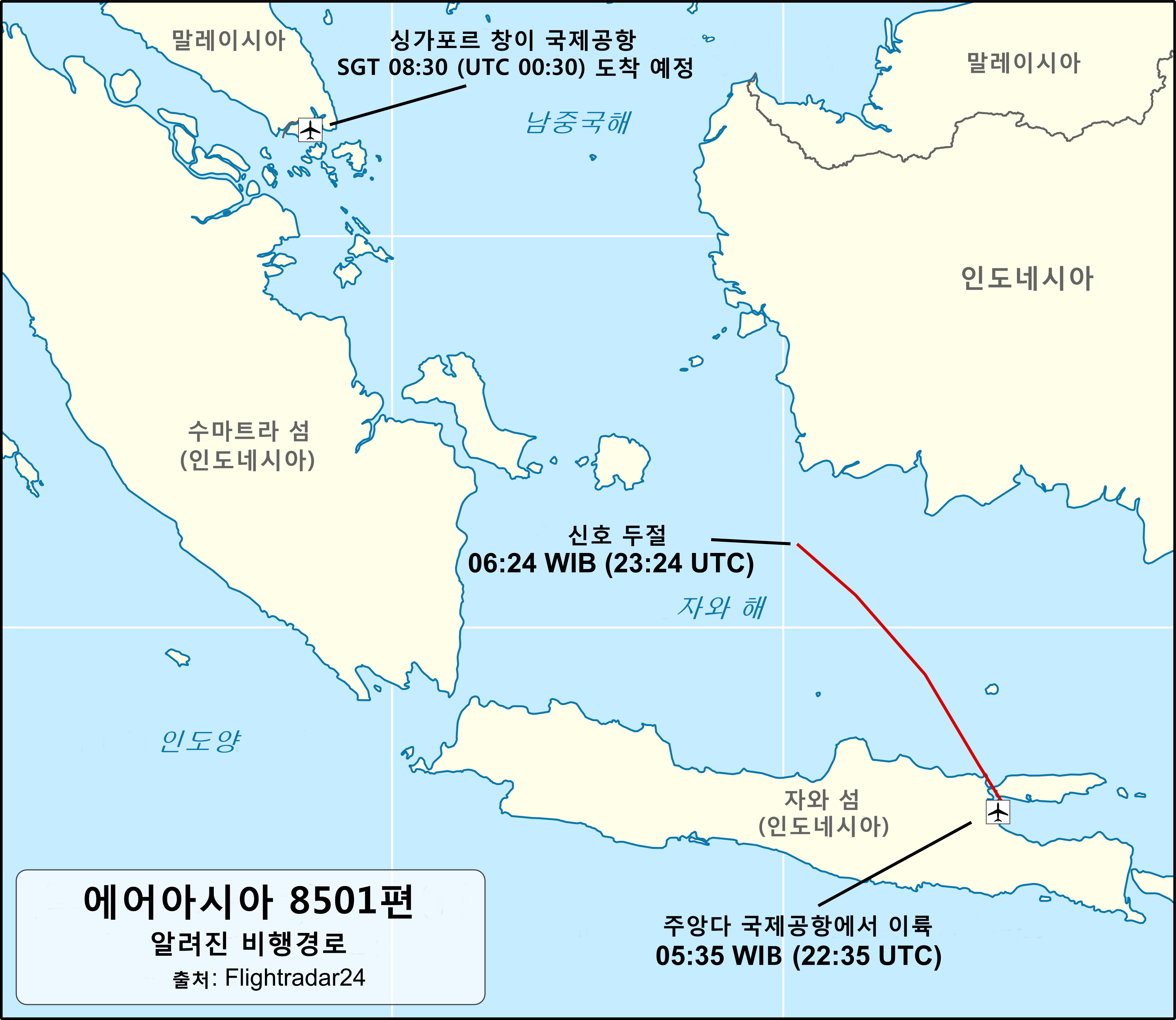
에어아시아 8501편의 비행 경로.

8501편 비행기는 현지 시간 기준 05:35(UTC+7)에 주안다 국제공항에서 이륙했으며 싱가포르 표준시 기준 08:30(UTC+8)에 싱가포르 창이 국제공항으로 착륙할 예정이었다. 비행기가 인도네시아 항공 교통 통제국 통제 지역에 있었을 때, 나쁜 기상 조건으로 인해 항로를 변경한다는 교신을 했다. 기장은 두꺼운 구름을 피하기 위해 38,000피트(11,600m)까지 고도를 높일 것을 요청했지만, 플라이트레이다24가 수집한 사고기 트랜스폰더의 최종적인 고도는 32,000피트(9,750m)까지만 올라간 상태였다. WIB 06:24에 자와섬과 칼리만탄섬 사이 자와해에서 항공 교통 통제국과의 교신이 끊어졌지만, 인도네시아 항공교통통제국 관제탑에서는 정상적인 순항 고도 및 속도를 유지한 것으로 나타났다. 기상학적 분석으로는 항공기가 실종되기 수분 전 비행기가 폭풍 지대를 통과했다는 결과가 나왔다.
인도네시아 교통부 장관은 실종된 항공기는 어떤 조난 신호도 보내지 않았다고 말했다.

### 추락 연표
| 소요 시간 (HH:MM) | 시각      | 시각      | 시각      | 사건 |
| 소요 시간 (HH:MM) | UTC       | WIB UTC+7 | SST UTC+8 | 사건 |
| ----------------- | --------- | --------- | --------- | --- |
| 00:00             | 12월 27일 | 12월 28일 | 12월 28일 | 주안다 국제공항에서 이륙 스케줄 상 이륙시간은 05:20였다. |
| 00:00             | 22:35     | 05:35     | 06:35     | 주안다 국제공항에서 이륙 스케줄 상 이륙시간은 05:20였다. |
| 00:37             | 23:12     | 06:12     | 07:12     | 악천후를 피하기 위해 ATC에게 계획된 항로에서 왼쪽으로 가고 32,000 ft(9,800m)에서 38,000 ft(12,000m)로 상승할 것을 요청. 자카르타 관제소는 왼쪽으로 가는 건 허용하지만 항로 상의 트래픽 때문에 상승은 허용하지 않았다. |
| 00:42             | 23:17     | 06:17     | 07:17     | AirNav 인도네시아에 따르면 이 때 레이다에서 사라졌다(에어아시아는 06:24에 실종을 보고받았다.). |
| 00:43             | 23:18     | 06:18     | 07:18     | 인도네시아 교통국에 따르면 남위 3° 22′ 15″ 동경 109° 41′ 28″ / 남위 3.3708° 동경 109.6911° 위치를 마지막으로 ADS-B 트랜스폰더 신호가 끊어졌다.                                                                        |
| 01:12             | 23:47     | 06:47     | 07:47     | 에어아시아가 페이스북을 통해 수라바야에서 싱가포르로 가던 QZ8501 비행편이 트랜스폰더 신호를 마지막으로 실종되었다고 보고했다.                                                                                         |
| 01:20             | 23:55     | 06:55     | 07:55     | 에어아시아 항공이 공식적으로 QZ8501 항공편이 실종되었다고 발표했다. 마지막으로 알려진 위치는 자와해 카리마타 해협의 블리퉁섬과 칼리만탄 사이이다.                                                                     |
| -                 | 12월 28일 | 07:30     | 08:30     | 비행기가 싱가포르 창이 국제공항에 착륙하기로 예정된 시각이다. |
| -                 | 00:30     | 07:30     | 08:30     | 비행기가 싱가포르 창이 국제공항에 착륙하기로 예정된 시각이다. |
| 04:47             | 03:22     | 10:22     | 11:22     | 국립 탐색구조국의 팡칼피낭 지부에서 탐색 구조(SAR) 작선이 시작되었다. |
| 04:55             | 03:30     | 10:30     | 11:30     | 싱가포르 민간항공국(CAAS)와 창이 항공국(CAG)에서 항공사 위기관리팀과 함께 구조작전을 시작했다. |
| 54:25             | 12월 30일 | 12월 30일 | 12월 30일 | 마지막으로 발견된 위치 근처에서 비행기의 잔해가 발견되었다. |
| 54:25             | 06:00     | 13:00     | 14:00     | 마지막으로 발견된 위치 근처에서 비행기의 잔해가 발견되었다. |

## 기체
에어버스 A320-216 기체인 8501편의 항공기 등록기호는 PK-AXC이며, 마지막 정기검사는 2014년 11월 16일 이루어졌다.

## 승객과 승무원
에어아시아는 승객은 총 162명이었으며, 그 중 144명이 성인이고 어린아이 17명, 유아 1명이 있었다고 발표했다.
| 국적       | 인원  |
| 인도네시아 | 155명 |
| 대한민국   | 3명   |
| 말레이시아 | 1명   |
| 싱가포르   | 1명   |
| 영국       | 1명   |
| 프랑스     | 1명   |

### 승무원
이 비행기에 탑승한 조종사인 기장 이리얀토(Iriyanto)는 총 6,100시간 비행했으며, 부기장인 레미 에마뉘엘 플레셀(Remi Emmanuel Plesel)은 2,275시간 비행했고, 그 외에 항공기 엔지니어 사이풀 라크마드(Saiful Rakhmad)도 탑승했다. 객실 승무원은 총 4명이었다.

## 탐색 및 구조 시도
싱가포르 민간항공국의 지휘 하에 기체 수색 및 승객 구조 시도를 하고 있다.
싱가포르 공화국 공군과 해군이 록히드 C-130 허큘리스 2기를 동원하여 수색하고 있다. 또한, 인도네시아 공군이 마지막으로 알려진 위치에 보잉 737 정찰기를 보내 수색하고 있다.

## 반응
이 사고 이후, 인도네시아 에어아시아의 모든 소셜미디어 계정은 비행기 승객 희생자를 추모하기 위해 색상 로고를 회색으로 바꾸었다.
사고 발생 즉시 나온 초기 보고서에는 인도네시아의 블리퉁섬에 추락했다는 확인되지 않은 추측성 보고가 많았다.

## 같이 보기
- 애덤에어 574편 추락 사고
- 에어프랑스 447편
- 말레이시아 항공 370편 실종 사건
- 실종된 항공 사고 목록